# Ecclesia (Unternehmen)

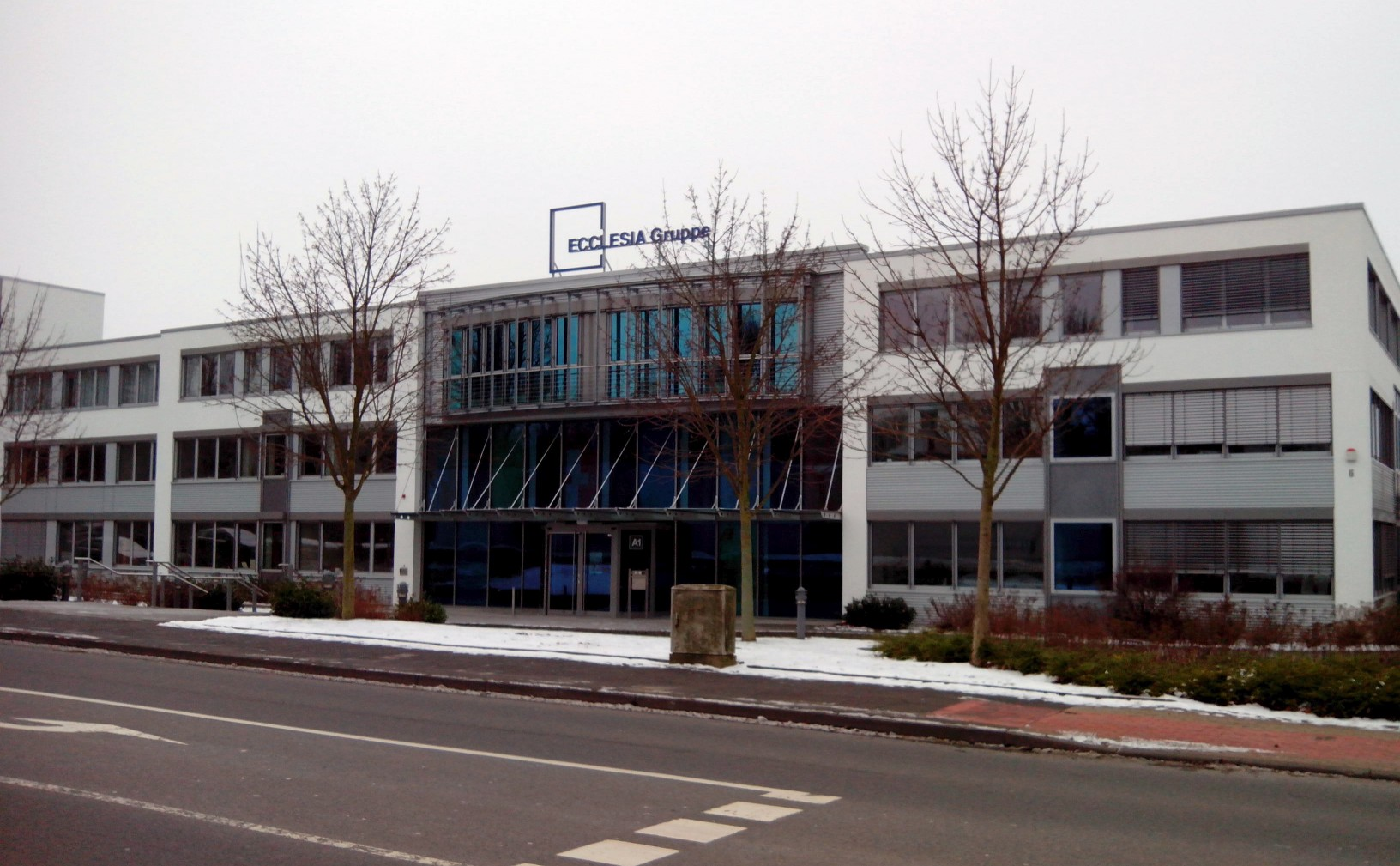
Sitz der Ecclesia in Detmold (2013)

Die Ecclesia Gruppe mit der Muttergesellschaft Ecclesia Holding GmbH mit Sitz in Detmold ist ein international tätiges Unternehmen, das mehr als 2700 Mitarbeiter beschäftigt. Die Gruppe ist nach Eigenangaben „der größte deutsche Versicherungsmakler für Unternehmen und Institutionen und führend in Europa“. Sie betreut ein platziertes Prämienvolumen von 3 Milliarden Euro (Stand 2024).

## Hintergrund
Die Ecclesia Gruppe ist hervorgegangen aus der 1952 gegründeten Ecclesia Versicherungsdienst GmbH, einem Versicherungsmakler für Kirche, Wohlfahrtspflege und Gesundheitswesen. Durch die Gründung weiterer Gesellschaften und den Aufbau/die Übernahme von Spezialmaklern entstand eine Unternehmensgruppe.
Gesellschafter ist die Ecclesia Holding GmbH im Eigentum der Evangelischen Kirche in Deutschland, des Deutschen Caritasverbandes e. V. und des Evangelischen Werks für Diakonie und Entwicklung e. V. Gesellschafter des Gruppenunternehmes UNION Versicherungsdienst GmbH sind der Deutsche Paritätische Wohlfahrtsverband e. V. – Gesamtverband und die VMD Versicherungsdienst GmbH, ein Unternehmen der Ecclesia Gruppe.
Die Gesellschafterstruktur spiegelt sich auch in den traditionellen Geschäftsfeldern der Ecclesia Gruppe wider. Zu den Hauptkunden zählen die Kirchen und kirchliche Einrichtungen, Einrichtungen der freien Wohlfahrtspflege, Krankenhäuser, Universitätskliniken, Rehakliniken, Altenpflegeeinrichtungen und sonstige Einrichtungen des Gesundheitswesens. Mit Beginn 1987 hat die Gruppe auch ein Industriegeschäft aufgebaut.
Die Geschichte des Unternehmens reicht zurück in das Jahr 1909. Damals initiierte die Kirchenprovinz Rheinland (seit 1947 Evangelische Kirche im Rheinland) die Gründung der Ecclesia Pfarrerversicherung.

## Standorte
Neben der Hauptverwaltung in Detmold hat die Ecclesia Gruppe Standorte in Berlin, Bielefeld, Bremen, Düsseldorf, Essen, Frankfurt, Hamburg, Hannover, Hünxe, Koblenz, Köln, Leipzig, Mönchengladbach, München, Nürnberg, Osnabrück und Stuttgart. Ecclesia betreibt eigene Unternehmen in Österreich, Belgien, den Niederlanden und Spanien, Niederlassungen in Griechenland, Rumänien und Tschechien sowie eine Tochtergesellschaft in der Türkei. Über den österreichischen Versicherungsmakler GrECo werden darüber hinaus Versicherungsdienstleistungen in weiteren osteuropäischen Staaten angeboten.

## Geschichte
Das Kaiserliche Aufsichtsamt für Privatversicherung erteilte am 21. Juni 1909 der Ecclesia Pfarrerversicherung, Lebens-Versicherungsverein auf Gegenseitigkeit in Cöln die Erlaubnis zum Geschäftsbetrieb. Der Deutsche Evangelische Kirchenausschuss übernahm die Schirmherrschaft über den Verein, dessen erste Produkte eine Lebensversicherung, eine abgekürzte Lebensversicherung und eine Militärdienst- und Aussteuer-Versicherung waren.
Die Geschäfte entwickelten sich positiv und so erfolgte unter Friedrich Schäfer, seinerzeit Vorstand im evangelischen Pfarrverein der Rheinprovinz und in der Vereinigung preußischer Pfarrvereine, am 1. September 1911 die Gründung des Ecclesia Baulast- und Feuerversicherungsvereins auf Gegenseitigkeit in Cöln am Rhein.
Die Hyperinflation 1923 brachte den Verein in wirtschaftliche Schwierigkeiten und er musste sich infolgedessen im Jahr 1929 auflösen. Restbestände wurden auf die Münchener Lebensversicherungsbank AG übertragen. Bereits am 9. Oktober 1929 wurde aber in Köln die Ecclesia evangelische Pfarrerwohlfahrt e. V. als Berater in zivilrechtlichen und wirtschaftlichen Fragen sowie als Versicherungsvermittler neugegründet. Im Zweiten Weltkrieg kam die Geschäftstätigkeit des Vereins zum Erliegen, ab 1938 sind keine Aktivitäten mehr verzeichnet.
Nach Kriegsende wurde die Ecclesia evangelische Pfarrerwohlfahrt e. V. auf Bestreben der Evangelischen Kirche im Rheinland reaktiviert. Die Wiederaufnahme der Tätigkeiten erfolgte am 11. August 1949. Der Sitz des Vereins war nun Detmold. Der Verein fungierte nicht als Versicherer, sondern sollte als kirchliche Beratungs- und Vermittlungsstelle tätig sein. 1952 erfolgte in Stuttgart die Gründung der Ecclesia Versicherungs-Vermittlungs GmbH. Gesellschafter waren der Ecclesia e. V. in Detmold und Jauch & Hübener aus Hamburg, schon damals größter deutscher Versicherungsmakler. Unterschiedliche Ziele führten aber schon 1955 zur Trennung der Partner.
1959 wurde die Arminia Versicherungsdienst GmbH (heute Ecclesia Gruppe Vorsorgemanagement GmbH) und 1960 gemeinsam mit dem Deutschen Paritätischen Wohlfahrtsverband die UNION Versicherungsdienst GmbH gegründet. Der Arminia Versicherungsdienst arbeitete von 1965 bis 1982 mit der Familienfürsorge Lebensversicherung zusammen. Am 31. Januar 1962 wurde der Unternehmenssitz der Ecclesia nach Detmold verlegt, die ab 1963 als Ecclesia Versicherungsdienst GmbH firmierte. Zum 1. Januar 1976 trat der Deutsche Caritasverband dem Unternehmen als Gesellschafter bei. Das ehemals evangelische Unternehmen war damit ökumenisch.
Die Gründung der VMD Versicherungsdienst GmbH 1982 diente anfangs der privaten und öffentlichen Wohlfahrtspflege. Sie erweiterte aber Ende der 1980er Jahre ihre Dienstleistungen auf Industrie und Gewerbe. Nach der Wiedervereinigung dehnte die Ecclesia ab 1990 ihre Geschäftstätigkeit auf Gesamtdeutschland aus.
Über die deutschen Grenzen hinaus wurde das Unternehmen ab 1992 aktiv. Eine Repräsentanz in Wien und ein Unternehmen in Budapest wurden gegründet. 1995 kam eine weitere Neugründung in Polen dazu. 1994 bereits entstand die GRB Gesellschaft für Risiko-Beratung mbH. Zusammen mit dem Katholischen Krankenhausverband Deutschland, dem Deutschen Evangelischen Krankenhausverband, der Caritas und der Diakonie wurde 1998 die normgebende und zertifizierende Gesellschaft proCum Cert gegründet. 1999 kaufte und integrierte die Ecclesia den Versicherungsmakler City Broker aus Bern. Von DaimlerChrysler wurde 2004 die debis mit 220 Mitarbeitern übernommen. 2005 gründete Ecclesia zusammen mit dem größten österreichischen Makler, der GrECo International AG in Wien, die Ecclesia GrECo Hospital Versicherungsmakler GmbH. Seit 2008 ist die Ecclesia Gruppe an der GrECo International beteiligt.
Im Jahr 2011 erfolgte die Integration des belgischen Versicherungsmaklers IC Verzekeringen NV aus Brüssel. 2012 übertrug die Gesellschaft ihre operative Tätigkeit als Versicherungsmakler auf eine Tochtergesellschaft und fungiert seitdem als reine Holding.
Im September 2020 übernahm die Ecclesia die Mehrheit der Anteile an der SCHUNCK GROUP GmbH & Co. KG vom bisherigen Alleingesellschafter Albert K.O. Schunck.
2024 erwarb das Unternehmen den in Berlin ansässigen Spezialassekuradeur assona GmbH sowie die Asigest Deutschland Versicherungsmakler GmbH.